# Zdislava (district de Liberec)
Zdislava (en allemand : Schönbach) est un bourg (městys) du district et de la région de Liberec, en Tchéquie. Sa population s'élevait à 273 habitants en 2021.

## Géographie
Zdislava se trouve à 9 km à l'est de Jablonné v Podještědí, à 13 km à l'ouest de Liberec et à 83 km au nord-est de Prague.
La commune est limitée par Rynoltice et Bílý Kostel nad Nisou au nord, par Kryštofovo Údolí à l'est, par Křižany au sud, et par Janovice v Podještědí à l'ouest.

## Histoire
La première mention écrite du village date de 1406. La commune a le statut de městys depuis le 19 octobre 2016.

## Transports
Par la route, Zdislava se trouve à 14 km du centre de Chrastava, à 22 km de Liberec et à 112 km de Prague.